# Оскар Щраус
Оскар Натан Щраус (на немски: Oscar Nathan Straus 6 март 1870 – 11 януари 1954) е виенски композитор на оперети, филмова музика и песни. Той написва около 500 кабаретни песни, камерна музика и музика за оркестър и хор. Оригиналното му име е Strauss, но поради професионални причини той умишлено пропуска последната буква, като не иска да бъде асоцииран с Йохан Щраус баща от Виена. Въпреки това той следва съвета на сина Йохан Щраус през 1898 г. за изоставяне на писането на валсове за по-доходоносния бизнес от писането на театрална музика.
Оскар Щраус е учил музика в Берлин при Макс Брух, като става оркестров диригент, работещ в кабарето Überbrettl. Той се връща във Виена и започва да композира оперети, превръщайки се в сериозен конкурент на Франц Лехар. След премиерата на оперетата на Лехар „Веселата вдовица“, поставена през 1905 г., Щраус заявява, че може да се преименува на „И аз мога да го направя“ (на немски: Das kann ich auch. През 1939 г. след нацисткия Аншлус той лети до Париж, където получава честта да е рицар на Почетния легион. След това Щраус заминава за Холивуд. След войната се завръща в Европа, като се установява в Бад Ишъл, където умира.
Най-известните творби на Щраус са „Валс мечта“ (Ein Walzertraum) и „Шоколадовият войник“ (Der tapfere Soldat). „Валс мечта“ е вероятно най-трайната му оркестрова творба. Най-известните му песни са песните от филма La Ronde.

## Творби

### Оперети
- Die lustigen Nibelungen („Веселите нибелунги“) – 1904
- Zur indischen Witwe – 1905
- Hugdietrichs Brautfahrt – 1906
- Ein Walzertraum („Валс мечта“) – 1907
- Der tapfere Soldat („Шоколадовият войник“) – 1908
- Didi – 1908
- Das Tal der Liebe – 1909
- Mein junger Herr – 1910
- Die kleine Freundin – 1911
- Der tapfere Cassian – 1912
- The Dancing Viennese – 1912
- Love and Laughter – 1913
- Rund um die Liebe – 1914
- Liebeszauber – 1916
- Der letzte Walzer – 1920
- Die Perlen der Cleopatra – 1923
- Die Teresina – 1925
- Marietta – [1927 на френски, 1928 на немски]
- Die Musik kommt – 1928
- Eine Frau, die weiß, was sie will – 1932
- Drei Walzer – 1935
- Ihr erster Walzer (ревизирана версия на Die Musik kommt) – 1950
- Bozena – 1952

### Балети
- Colombine – 1904
- Die Prinzessin von Tragant – 1912

### Филмова музика
- A Lady's Morals – 1930
- Danube Love Song – 1931 (Неразпространена поради отричането от мюзикълите)
- The Smiling Lieutenant – 1931
- The Southerner – 1932
- One Hour with You – 1932
- Die Herren von Maxim – 1933
- Frühlingsstimmen – 1934
- Land Without Music – 1935
- Make a Wish – 1935
- Sarajevo – 1940
- La Ronde – 1950